# Сражение на реке Валерик
Сраже́ние на реке́ Валери́к произошло 11 (23) июля 1840 года во время Кавказской войны примерно в 39 км юго-западнее крепости Грозная (ныне город Грозный) между Чеченским отрядом русской армии генерал-лейтенанта А. В. Галафеева и северокавказскими войсками горцев имамата под командованием мудира имама Шамиля Ахверд Магомы и чеченского предводителя Исы Гендаргеноевского из Урус-Мартана в ходе экспедиции русских войск против восставших. Одно из самых известных сражений Кавказской войны благодаря стихотворению участвовавшего в бою поэта М. Ю. Лермонтова (1814—1841), который в 1837—1839 годах находился в ссылке на Кавказе.

## Ситуация на восточном Кавказе накануне сражения
Весной 1840 года попытка разоружить население Чечни вызвала недовольство, вылившееся в восстание чеченцев против русских властей. Этим воспользовался Шамиль, назначив наибом Малой Чечни Ахбердила Мухаммеда. Вскоре тому удалось призвать к восстанию надтеречных чеченцев, галашевцев и карабулаков. Российские власти были вынуждены организовать военную экспедицию против восставших.

Действия Чеченского отряда 6—14 июля 1840 г.

6 (18) июля 1840 года отряд Галафеева выступил из Грозной и действовал южнее и юго-западнее крепости, разоряя принадлежащие повстанцам поля и селения, которые были полностью покинуты жителями. Противник не предпринимал никаких решительных действий, однако постоянные перестрелки изнуряли солдат и вели к потерям в отряде. К 10 (22) июля отряд дошёл до селения Гехи. Дальнейший путь лежал к селению Ачхой, дорога к которому лежала через Гехинский лес и пересекала речку Валерик. Повстанцы, по-видимому, предполагали такое направление движения русского отряда, поэтому на берегах Валерика ими заранее в течение трёх дней были сооружены засеки и завалы. 11 (23) июля отряд Галафеева выдвинулся из деревни Гехи по направлению к Валерику.

## Состав и численность сторон

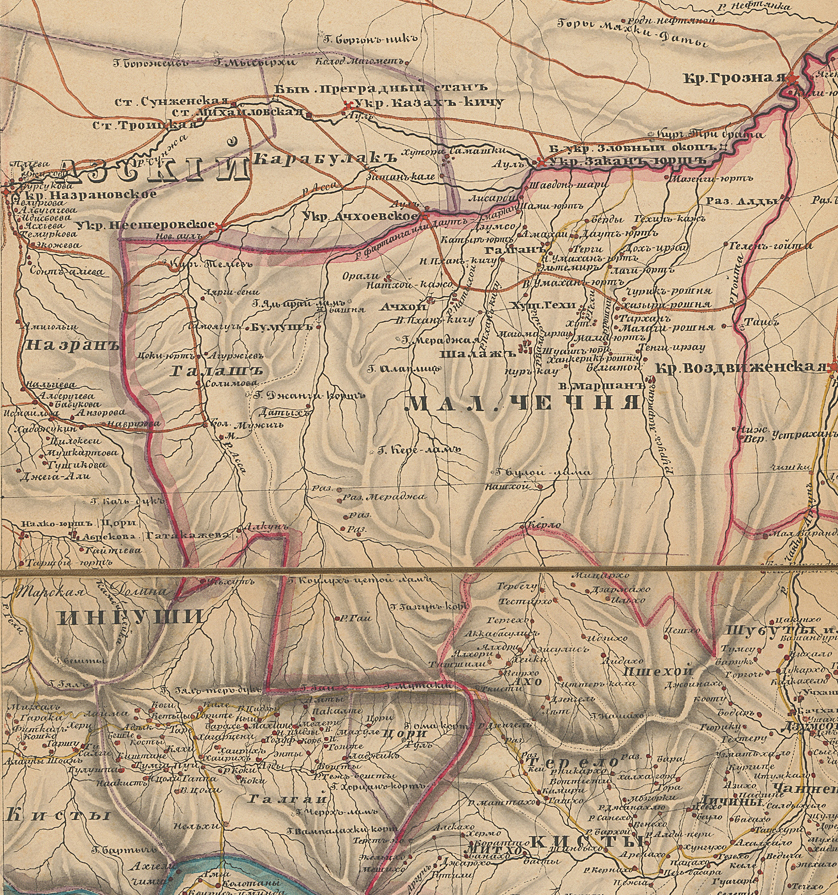
Карта Малой Чечни. 1847 г.

| Передовой отряд (полковник Э. А. Белосельский-Белозёрский)                                                                                                  | Передовой отряд (полковник Э. А. Белосельский-Белозёрский) |
| --- | ---------------------------------------------------------- |
| 8 сотен донских казаков *, 2 конных орудия |                                                            |
| Авангард основных сил (полковник Р. К. Фрейтаг) |                                                            |
| 3 батальона Куринского егерского полка, 2 роты сапёров (капитан Гернет), 1 сотня донских казаков *, 1 сотня Моздокского линейного казачьего полка, 4 орудия |                                                            |
| Центр основных сил (подполковник А. С. Грекулов) |                                                            |
| 1 батальон Мингрельского егерского полка, 4 орудия, обоз |                                                            |
| Арьергард основных сил (полковник А. Е. Врангель) |                                                            |
| 2 батальона его светлости князя Варшавского графа Паскевича Эриванского полка, 1 сотня донских казаков *, 4 орудия                                          |                                                            |
| Общая численность отряда: | 5000 пехоты, 1400 кавалерии, 14 орудий                     |
| * 37 и 39-го Донских полков |                                                            |

Численность горцев:
Лермонтов в письме А. А. Лопухину, а затем в стихотворении «Валерик» оценивает силы противника в 600—700 человек.). С учётом того, что в одной лишь Малой Чечне под предводительством Исы Гендаргеноевского и Ахбердила Мухаммеда находилось 6700 семейств, а набор воинов был — по 1 человеку с каждого двора — число в 670 человек не кажется завышенным.

## Сражение
Подробное описание битвы дано в черновике Журнала боевых действий Чеченского отряда.
Двигаясь по Гехинскому лесу в сторону Валерика, русский отряд вытянулся узкой колонной вдоль лесной дороги. На подходе к реке произошло первое столкновение с противником, обстрелявшим колонну Галафеева из лесных зарослей. Русский авангард, однако, быстро опрокинул неприятеля, а вслед за этим вся колонна была перестроена в боевой порядок.

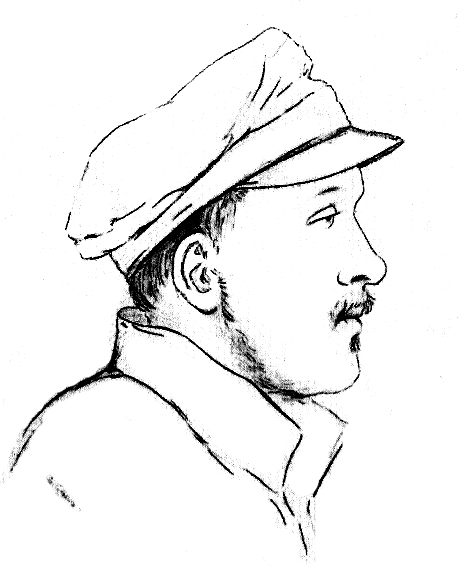
Лермонтов. Худ Д. П. Пален (23 июля 1840)

Вскоре отряд вышел к Валерику. Река практически перпендикулярно пересекала дорогу, по которой двигался отряд, и в обычной обстановке была бы легко форсирована вброд. Берег со стороны русских был более открытым, с противоположной же стороны обрывистым и поросшим лесом, который подходил к самой реке и с обеих сторон к дороге, вдоль которой деревья были вырублены на расстояние ружейного выстрела.
Подойдя к реке на дистанцию картечного огня, артиллеристы дали залп по лесной чаще на противоположном берегу. Никакого движения, однако, на другой стороне реки видно не было. Пехотные батальоны авангарда уже готовились перейти реку и на другом берегу занять лес с обеих сторон от дороги, чтобы обеспечить проход обоза и других частей. Для их поддержки вперёд были выдвинуты орудия и части из средних порядков колонны. И в этот момент с противоположной стороны на солдат обрушился ружейный огонь. Батальоны Куринского полка и сапёры ринулись вперёд с обеих сторон дороги, форсировали реку, хотя противоположный берег был укреплён срубами из брёвен, и сошлись с противником в штыковом бою среди лесной чащи. Вскоре повстанцы не выдержали натиска и стали отходить, а многие из них, отрезанные от своих, начали выбегать на опушку леса у реки и вдоль дороги, где попали под артиллерийский огонь с другого берега, который снова загнал их в лес. Отдельные группы повстанцев, отрезанные от основных сил, делали попытки напасть на обоз и на конвой генерала Галафеева, но везде были отбиты. Схватки ещё какое-то время продолжались в лесу у завалов, которые восставшие обороняли особенно долго, но в конце концов длившийся шесть часов бой стал стихать и отозванные из леса сапёры начали налаживать для обоза переправу через Валерик.
Особо отличился в бою, среди прочих, прикомандированный к отряду поручик Тенгинского полка М. Ю. Лермонтов, осуществлявший связь между Галафеевым и передовыми частями, штурмовавшими лес.

## Потери сторон

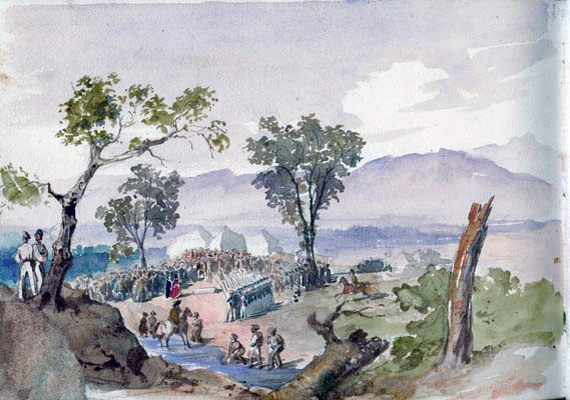
При Валерике. Похороны убитых Худ. М. Ю. Лермонтов (1840—1841)

Согласно журналу действий Чеченского отряда его потери при Валерике составили:
- убитыми — 6 обер-офицеров, 65 нижних чинов;
- ранеными — 2 штаб-офицеров, 15 обер-офицеров, 198 нижних чинов;
- контуженными — 4 обер-офицеров, 46 нижних чинов;
- без вести пропавшими — 1 обер-офицер, 7 нижних чинов.

Кроме того потеряно 29 убитых и 42 раненых лошадей.
Со стороны повстанцев только на поле боя осталось 150 убитых. По донесениям лазутчиков, был ранен в ногу Ахбердил Мухаммед. Позже в письме А. А. Лопухину Лермонтов указывает, что после сражения осталось 600 тел повстанцев.
Профессор Покровский пишет, что сражение у Валерика в условиях Кавказской войны было поражением русской армии, а не победой. По мнению Джона Баддели, эта битва была ясным примером побед царских сил в войне.

## Итоги и последствия
После перехода через Валерик отряд Галафеева двинулся к Ачхою, не встречая на своём пути серьёзного сопротивления. Тем не менее, отдельные мелкие стычки и перестрелки не прекращались. По словам местных жителей, повстанцы были уверены, что не пропустят русский отряд за Валерик, поэтому в Ачхое и других близлежащих селениях многие чеченцы не покинули своих домов до самого появления русских. Здесь чеченский отряд сблизился с войсками генерал-майора И. М. Лабынцева, выполнявшими аналогичные задачи со стороны Ингушетии. 14 (26) июля отряд Галафеева вернулся в Грозную.
После данной экспедиций в конце лета, в 30 октября 1840 года было второе сражение при реке Валерик. До конца 1840 и в начале 1841 годов царские войска активно вели набеги в Шалях, Герменчиге, Эрсиное, Алдах и других местах Чечни. Но кроме разорений сел, территориальных успехов не достигнуто. В своей реляции Николаю I Галафеев отмечал: «Должен отдать также справедливость чеченцам. Они исполнили всё, чтобы сделать наш успех сомнительным».

## В культуре и искусстве
- Написанное М. Ю. Лермонтовым стихотворение «Валерик» («Я к вам пишу случайно; право») впервые было опубликовано (с пропусками) в 1843 г. в альманахе «Утренняя заря». Это стихотворное послание до мелочей совпадает с записями в «Журнале» отряда Галафеева. Кроме того М. Ю. Лермонтовым были сделаны несколько рисунков, изображающих эпизоды сражения на Валерике.
- Летом 1840 года рисовальщик, военный инженер В. В. Фохт создал несколько рисунков в Чечне один из которых «Валерик, 11 июля 1840 года в Малой Чечне» — зарисовки командующих и участвующих в бою под Валериком[21][22].
- И. А. Шарлеман советский художник в 1913 году выполнил иллюстрацию к стихотворению М. Ю. Лермонтова «Валерик»[23].
- Художник А. И. Титовский в 1964 году создал рисунок "Чечено-Ингушетия. Река Валерик. Место сражения, описанное очевидцем Лермонтовым в поэме «Валерик»[24].

### Комментарии
1. ↑  Мудир — правитель нескольких наибств[11][12].